# Coxiella (slak)
Coxiella is een geslacht van weekdieren uit de klasse van de Gastropoda (slakken).

## Soorten
- Coxiella gilesi (Angas, 1877)
- Coxiella glabra Macpherson, 1957
- Coxiella pyrrhostoma (Cox, 1868)
- Coxiella striata (Reeve, 1842)
- Coxiella striatula (Menke, 1843)